# Créature (film, 1985)
Pour les articles homonymes, voir Créature.
Pour plus de détails, voir Fiche technique et Distribution.
Créature (titre original : Creature ou The Titan Find) est un film américain d'horreur réalisé par William Malone, sorti en 1985.

## Synopsis
Sur Titan, un équipage d'astronautes rencontre un alien hostile qui a la capacité de prendre le contrôle de ses victimes après leur mort…

## Fiche technique
- Titre : Créature
- Titre original : Creature
- Réalisation : William Malone
- Scénario : William Malone, Alan Reed
- Production : Moshe Diamant, William G. Dunn, Ronnie Hadar, William Malone, Don Stern
- Musique : Thomas Chase, Steve Rucker
- Photographie : Harry Mathias
- Montage : Bette Jane Cohen
- Direction artistique : Michael Novotny
- Costumes : Francine Agapoff
- Chef-décorateur : Stephen Caldwell, Debra Deliso, Bernardo F. Munoz, Dan Smith
- Pays de production : États-Unis
- Langue : anglais
- Genre : horreur
- Durée : 97 minutes
- Dates de sortie : 
  - Belgique : mars 1985 au Festival international du film fantastique de Bruxelles
  - États-Unis : 8 mai 1985
  - France : 19 mars 1986

## Distribution
- Stan Ivar : Mike Davison
- Wendy Schaal : Beth Sladen
- Lyman Ward : David Perkins
- Diane Salinger : Melanie Bryce
- Klaus Kinski : Hans Rudy Hofner
- Marie Laurin : Susan Delambre, la première victime

## Distinctions
- Nomination au Saturn Award du meilleur film d'horreur 1985
- Nomination au Saturn Award des meilleurs effets spéciaux 1985 (Lawrence E. Benson)

## Commentaires
Parmi les nombreux films des années 80 s'inspirant d’Alien, celui-ci est l'un des plus célèbres. À la suite de problèmes lors de l'enregistrement du copyright, le film est entré dans le domaine public très rapidement après sa sortie. De ce fait, de très nombreuses sorties VHS et DVD ont pu être faites à moindre coût par différents distributeurs. De plus, il a ainsi pu se retrouver programmé à de nombreuses occasions sur les chaînes et réseaux américains, dans des programmes du type horror host. De plus, il est disponible sur le site américain de vidéo à la demande Hulu, où il est présenté dans une version plus courte de cinq minutes, correspondant à des scènes gore ou de nudité qui ont été retirées.